# Acrospermaceae
Acrospermaceae es una familia de hongos en el orden Acrospermales.